# 이치하라시
이치하라시(일본어: 市原市)는 일본 지바현 북서부의 도쿄만과 접하는 도시이다. 제조품 출하액이 현내 1위인 지바현을 대표하는 공업도시이다. 인구는 약 28만 명으로 지바현에서 6위이다.
또 J리그 제프 유나이티드 이치하라 지바의 연고지이기도 하다.

## 지리
보소반도 서부를 흐르는 요로강 유역에 있다. 북쪽은 도쿄만과 접하는 임해 공업지역이고, 남쪽은 보소 구릉에 있는 산간부로 시역은 매우 길다. 면적은 368.20km2로 지바현의 시정촌 중 가장 크고 간토 지방에서는 9위이다.
지바시 남쪽으로 접하는 공업도시이다. 그 때문에 공업 제조품 출하액이 현내 1위이다. 석유화학공장 수는 일본에서도 최고를 자랑한다.
우치보선을 따라 주택지가 펼쳐져 있어 도쿄와 지바의 위성 도시이기도 하다. 이외에도 임해부 공업지대에서 일하는 노동자 전용 주택 지역이 시 북중부에 산재한다.
우시쿠 지역 이남은 완전한 농촌 지대로 요로 계곡 주변의 구릉지대는 등산 시즌이 되면 수많은 등산객들로 활기찬다.
2004년 7월에는 간토에서 관측 사상 두 번째로 높은 기온인 40.2도를 기록했다.

## 역사
중세에는 지바씨의 세력하에 있었지만 지바씨의 세력이 점차 약해지면서 사토미씨 등 신흥 세력이 성장하였다. 근세 막번 체제 하에서는 고이번, 쓰루마키번이 현재의 이치하라 지역에 있었다.
1871년 7월 폐번치현으로 기쿠마현, 쓰루마키현, 쓰루마이현이 성립하였다. 이후 같은 해 11월 부현 통합으로 기사라즈현에 속하게 되었고, 1873년에 니하리현, 인바현 등과 합병해 지바현이 성립하였다. 1945년까지는 하치만정, 고이정, 아네자키정, 우시쿠정, 쓰루마이정 등 5정 16촌으로 이루어져 있었고 쇼와 시대의 시정촌 대합병기인 1954년부터 56년에 걸쳐 이치하라정, 고이정, 아네자키정, 산와정, 난소정(우시쿠, 쓰루마이 지구), 이치쓰촌(후에 이치쓰정), 가모촌(다카타키, 사토미 지구) 등 5정 2촌까지 통합되었다. 1963년 난소촌과 가모촌을 제외한 5개 정이 합쳐져 이치하라시가 탄생하였다. 1967년에는 난소촌과 가모촌도 합류해 현재의 이치하라시 행정 구역이 완성되었다.
전후에는 도쿄만 연안의 매립이 진행되어 이치하라시는 지바항의 일각에 편입되었다. 이치하라시에서는 특히 석유 산업 등 화학공업을 주로 하는 기업의 진출이 많다. 이러한 공장에서 나오는 연기에 의해 광화학 스모그가 발생하는 일이 자주 있었지만 최근 광화학 스모그는 감소 경향에 있다.

## 교통

### 철도
- 동일본 여객철도 우치보선
  - (← 지바시) - 야와타주쿠역 - 고이역 - 아네가사키역 - (소데가우라시 →)
- 게이세이 전철 지하라선
  - (← 지바시) - 지하라다이역
- 고미나토 철도 고미나토 철도선
  - 고이역 - 가즈사무라카미역 - 아마아리키역 - 가즈사미쓰마타역 - 가즈사야마다역 - 고후다이역 - 우마타테역 - 가즈사우시쿠역 - 가즈사카와마역 - 가즈사쓰루마이역 - 가즈사쿠보역 - 다카타키역 - 사토미역 - 이타부역 - 쓰키자키역 - 가즈사오쿠보역 - 요로케이코쿠역 - (이스미군 오타키정 →)
- 게이요 임해철도: 화물 노선이다.

### 도로
- 고속도로: 다테야마 자동차도, 겐오 자동차도
- 국도: 국도 16호선, 국도 297호선, 국도 409호선

## 인구
| 연도 | 인구    | ±%     |
| ---- | ------- | ------ |
| 1920 | 68,825  | —      |
| 1930 | 71,287  | +3.6%  |
| 1940 | 75,069  | +5.3%  |
| 1950 | 98,375  | +31.0% |
| 1960 | 94,309  | −4.1%  |
| 1970 | 155,852 | +65.3% |
| 1980 | 216,394 | +38.8% |
| 1990 | 257,716 | +19.1% |
| 2000 | 278,218 | +8.0%  |
| 2010 | 279,601 | +0.5%  |

## 기후
| 이치하라시의 기후                                            | 이치하라시의 기후 | 이치하라시의 기후 | 이치하라시의 기후 | 이치하라시의 기후 | 이치하라시의 기후 | 이치하라시의 기후 | 이치하라시의 기후 | 이치하라시의 기후 | 이치하라시의 기후 | 이치하라시의 기후 | 이치하라시의 기후 | 이치하라시의 기후 | 이치하라시의 기후 |
| 월                                                           | 1월               | 2월               | 3월               | 4월               | 5월               | 6월               | 7월               | 8월               | 9월               | 10월              | 11월              | 12월              | 연간              |
| ------------------------------------------------------------ | ----------------- | ----------------- | ----------------- | ----------------- | ----------------- | ----------------- | ----------------- | ----------------- | ----------------- | ----------------- | ----------------- | ----------------- | ----------------- |
| 역대 최고 기온 °C (°F)                                       | 21.1 (70.0)       | 24.6 (76.3)       | 27.5 (81.5)       | 30.0 (86.0)       | 35.7 (96.3)       | 36.5 (97.7)       | 40.2 (104.4)      | 39.2 (102.6)      | 37.1 (98.8)       | 33.8 (92.8)       | 26.3 (79.3)       | 24.3 (75.7)       | 40.2 (104.4)      |
| 일평균 최고 기온 °C (°F)                                     | 10.5 (50.9)       | 11.3 (52.3)       | 14.4 (57.9)       | 19.5 (67.1)       | 23.7 (74.7)       | 26.1 (79.0)       | 30.3 (86.5)       | 31.8 (89.2)       | 27.7 (81.9)       | 22.4 (72.3)       | 17.6 (63.7)       | 12.9 (55.2)       | 20.7 (69.2)       |
| 일일 평균 기온 °C (°F)                                       | 4.1 (39.4)        | 5.2 (41.4)        | 8.6 (47.5)        | 13.7 (56.7)       | 18.2 (64.8)       | 21.3 (70.3)       | 25.4 (77.7)       | 26.5 (79.7)       | 22.9 (73.2)       | 17.3 (63.1)       | 11.8 (53.2)       | 6.6 (43.9)        | 15.1 (59.2)       |
| 일평균 최저 기온 °C (°F)                                     | −1.5 (29.3)       | −0.6 (30.9)       | 2.9 (37.2)        | 8.0 (46.4)        | 13.1 (55.6)       | 17.3 (63.1)       | 21.5 (70.7)       | 22.5 (72.5)       | 19.0 (66.2)       | 13.0 (55.4)       | 6.6 (43.9)        | 1.1 (34.0)        | 10.2 (50.4)       |
| 역대 최저 기온 °C (°F)                                       | −8.0 (17.6)       | −9.2 (15.4)       | −5.7 (21.7)       | −2.4 (27.7)       | 3.3 (37.9)        | 8.0 (46.4)        | 11.7 (53.1)       | 14.3 (57.7)       | 7.7 (45.9)        | 1.8 (35.2)        | −3.1 (26.4)       | −7.0 (19.4)       | −9.2 (15.4)       |
| 평균 강수량 mm (인치)                                        | 82.4 (3.24)       | 74.0 (2.91)       | 138.0 (5.43)      | 132.5 (5.22)      | 130.4 (5.13)      | 170.6 (6.72)      | 151.8 (5.98)      | 114.8 (4.52)      | 237.1 (9.33)      | 256.8 (10.11)     | 113.9 (4.48)      | 70.9 (2.79)       | 1,673.1 (65.87)   |
| 평균 강수일수 (≥ 1.0 mm)                                     | 6.3               | 6.9               | 11.2              | 10.5              | 10.4              | 11.9              | 10.0              | 7.3               | 11.8              | 12.0              | 9.0               | 6.5               | 113.8             |
| 평균 월간 일조시간                                           | 182.0             | 158.4             | 160.8             | 172.1             | 170.1             | 117.3             | 159.2             | 192.0             | 135.7             | 126.4             | 142.2             | 162.9             | 1,879.2           |
| 출처: 일본 기상청 (평년값: 1991년~2020년, 극값: 1978년~현재) |                   |                   |                   |                   |                   |                   |                   |                   |                   |                   |                   |                   |                   |